# Héctor Palma (filósofo)
Héctor A. Palma (Buenos Aires, 1953) es un filósofo argentino, dedicado a la filosofía de la ciencia y especializado en temas de evolucionismo, eugenesia, metáforas en la ciencia y crítica del periodismo científico.

## Vida profesional
Realizó su carrera de grado en la Universidad de Buenos Aires, donde se graduó de Profesor en Filosofía en 1991. En el año 2000 obtuvo un título de magíster en Ciencia, Tecnología y Sociedad, y en 2003 el de doctor en Ciencias Sociales y Humanidades, con una tesis en Filosofía de las Ciencias, ambos en la Universidad Nacional de Quilmes.
Fue profesor en la Universidad de Buenos Aires, en la asignatura Introducción al Pensamiento Científico, desde 1994 hasta 2004.
Ha dictado cursos y seminarios de posgrado en varias universidades.
La mayor parte de su actividad se ha desarrollado en la UNSAM (Universidad Nacional de General San Martín), donde fue director de la licenciatura en Comunicación Audiovisual entre 2000 y 2004; director general de investigación entre 2004 y 2008; secretario de investigación desde abril de 2008 hasta diciembre de 2009 y actualmente es secretario de Coordinación Ejecutiva (equivalente a vicedecano) en la Escuela de Humanidades.
Actualmente también es profesor titular por concurso de la cátedra de Filosofía de las Ciencias en la carrera de Filosofía y de toda el área de Epistemología.
Además de su carrera académica, fue carpintero hasta 1995.

## Pensamiento y obra
Luego de trabajar varios años en el área de filosofía general de las ciencias se ha especializado en algunos tópicos interrelacionados entre sí:
Historia y filosofía del evolucionismo, con especial atención en la irrupción y derivas epistemológicas, antropológicas y culturales del darwinismo. En esta línea ha investigado el movimiento eugenésico en general, y en particular en la Argentina, aportando a la revitalización del debate junto a otros investigadores argentinos.
Metáforas en las ciencias. Ha desarrollado, a partir de su trabajo de doctorado en esta temática, una tesis novedosa sobre las metáforas científicas: ellas no solo tienen funciones heurísticas, didácticas, retóricas o estéticas sino, fundamentalmente, cognoscitivas. De esta manera, el análisis de la historia de la ciencia podría hacerse utilizando la categoría de “metáfora epistémica” definida por Palma como:

Una expresión (término, grupo de términos o sistemas de enunciados) y las prácticas con ellos asociadas habituales y corrientes en un ámbito de discurso determinado socio-históricamente, sustituye o viene a agregarse (modificándolo) con aspiraciones cognoscitivo-epistémicas, a otra expresión (término, grupo de términos o sistemas de enunciados) y las prácticas con ellos asociadas en otro ámbito de discurso determinado socio-históricamente en un proceso que se desarrolla en dos etapas, a saber: bisociación sincrónica/literalización diacrónica.
 Palma, 2008

### Libros publicados
- 1996 — Notas introductorias a la filosofía de la ciencia. La tradición anglosajona. (En colaboración con E. Glavich, R. Ibañez y M. R. Lorenzo), Oficina de Publicaciones del CBC de la Universidad de Buenos Aires. Segunda edición y reimpresiones subsiguientes en EUDEBA, desde 1998, 130 páginas, ISBN 950-23-0705-4
- 1997 — Darwin y el darwinismo. Perspectivas epistemológicas: un programa de investigación. (En colaboración con Eduardo Wolovelsky), Oficina de Publicaciones del CBC de la Universidad de Buenos Aires, 180 páginas, ISBN 950-29-0397-8
- 2001 — Imágenes de la racionalidad científica. (En colaboración con Eduardo Wolovelsky), Buenos Aires, Eudeba, 290 páginas, ISBN 950-23-1157-4
- 2001 — Conexiones. Ciencia, política y orden social. Buenos Aires, Proyecto Editorial, 2001, 140 páginas, ISBN 987-98107-4-0
- 2002 — Gobernar es seleccionar. Apuntes sobre la eugenesia, Buenos Aires, J. Baudino Ediciones, 220 páginas, ISBN 987-9020-19-7. (Segunda edición corregida y aumentada: Gobernar es seleccionar. Historia y reflexiones sobre el mejoramiento genético en humanos, Buenos Aires, J. Baudino Ediciones, 2005, 270 páginas, ISBN 987-9020-48-0).
- 2004 — Metáforas en la evolución de la ciencia. Buenos Aires, J. Baudino Ediciones, 340 páginas, ISBN 987-9020-34-0
- 2008 — Filosofía de las ciencias. Temas y problemas, Editorial UNSAM-EDITA, Universidad Nacional de San Martín, Buenos Aires, 280 páginas, ISBN 978-987-23259-3-0.
- 2008 —  Metáforas y modelos científicos. El lenguaje en la enseñanza de las ciencias,  Buenos Aires,  Editorial El Zorzal, 120 páginas, ISBN 978-987-599-105-7. (Traducido al portugués y publicado en Brasil como: 2009 - Metáforas e modelos científicos: a linguagem no ensino das ciências., São Paulo. Edições SM, 111 páginas, ISBN 978-857-675-507-4)
- 2009 — Darwin en la Argentina, San Martín, Editorial UNSAMedita, Universidad Nacional de San Martín, 100 páginas, ISBN 978-987-24731-8-1.
- Epistemología de las ciencias sociales. Perspectivas y problemas de las representaciones científicas de lo social (Coeditor junto con Rubén Pardo), Buenos Aires, Editorial Biblos, 2012, 285 páginas, ISBN 978-950-7869-72-3.
- 2012 — Darwin y el darwinismo. Ciento cincuenta años después. (Editor), San Martín, Editorial UNSAMEdita, Universidad Nacional de San Martín, 235 páginas, ISBN 978-987-1435-32-6.
- 2012 — Infidelidad genética y hormigas corruptas. Una crítica al periodismo científico, Buenos Aires, Editorial TESEO, 244 páginas, ISBN 978-987-1859-0-47.
- 2013 — Herodoxia y fronteras en América Latina, (coeditor junto a Andres Kozel y Horacio Crespo), Buenos Aires, Editorial Teseo, ISBN 978-987-1867-65-3, 2013, 505 páginas.

### Principales artículos en revistas y capítulos de libros
- 1998. “Dos casos testigo de la construcción de la racionalidad desde un punto de vista evolucionista: K. Popper y T. Kuhn”, en Molina, E., Carreras, A., y Puertas, J., Racionalismo y evolucionismo, Institución ‘Fernando el Católico’ (C.S.I.C.), Excma. Diputación de Zaragoza, Zaragoza, España, pp.: 301-315 (ISBN 84-7820-455-5).

- 2005. “El desarrollo de las ciencias a través de metáforas. Un programa de investigación en estudios sobre la ciencia”, CTS-Revista Iberoamericana de Ciencia, Tecnología y Sociedad, OEI-Universidad de Salamanca-Centro REDES, Buenos Aires, vol. 2 Nº 6, (ISSN: 1668-0030), pp. 45-65.

- 2005. “Consideraciones historiográficas, epistemológicas y prácticas acerca de la eugenesia”, en Miranda, M. y Vallejo, G. (comp.) Darwinismo social y eugenesia en el mundo latino, Buenos Aires, siglo XXI Argentina-España, pp. 115-145 (ISBN: 987-1013-34-5).

- 2008. “Eugenesia y educación en la Argentina”, en Carbonetti, A. y González Leandri, R. (editores) Historias de salud y la enfermedad en América Latina, siglos XIX y XX, Centro de Estudios Avanzados-CONICET, Córdoba, pp. 231-252 (ISBN: 978-987-1110-78-0). Págs: 231-252.

- 2009. “Las dialécticas diversidad/desigualdad y decadencia/ progreso como fundamento biopolítico en el pensamiento eugenésico (argentino)” en Marianne Wiesebron; Raymond Buve; Neeske Ruitenbeek (eds.) “1808-2008: Crisis y Problemas en el Mundo Atlántico” Universidad de Leiden, Radio Nederland, Holanda (ISBN/EAN: 978-90-72356-03-1)

- 2009 - Biotipología, eugenesia y control social en la Argentina, de 1932 a1943 (en colaboración con José Gómez), Eä – Revista de Humanidades Médicas & Estudios Sociales de la Ciencia y la Tecnología (Journal of Medical Humanities & Social Studies of Science and Technology),  Instituto de Estudios en Salud, Sociedad, Ciencia y Tecnología (ISO-CYTE), ISSN 1852-4680, Vol. 1 Nº 2.
- 2010. “Acerca del estatus político del debate evolucionismo/ creacionismo/diseño inteligente”, en Vallejo, G. y Miranda, M. y (comp.), Derivas de Darwin. Cultura y política en clave biológica, siglo XXI Editora Iberoamericana, Pp.: 385-408 (ISBN: 978-987-1013-85-2).
- 2012. “Tensiones biopolíticas en el movimiento eugenésico de primera mitad del siglo XX” (Tensions in the eugenics movement of the first half of the xx century) en Revista Espacios nueva serie, año 2011 Nº 7 (Dossier: biopolítica), Universidad Nacional de, pp. 271-288 (ISSN: 1669-8517).

- 2013 — Algunos tópicos críticos acerca del periodismo científico en grandes medios gráficos. El rey sigue desnudo (enlace roto disponible en Internet Archive; véase el historial, la primera versión y la última)., CTS-Revista Iberoamericana de Ciencia, Tecnología y Sociedad, OEI-Universidad de Salamanca-Centro REDES, Buenos Aires, Vol 8 Nº 23, pp 1-16, ISSN 1668-0030

- 2013 — About the risks of a new eugenics (en colaboración con Eduardo Wolovelsky), en Pablo Lorenzano, Lilian Al-Chueyr Pereira Martins, and Anna Carolina K. P. Regner, eds, History and Philosophy of the Life Sciences in the South Cone, Londres, College Publications (College Publishing Ltd.), Serie Philosophy Nº 20, ISBN 978-1-84890-106-3.